# Margny (Ardennes)
Margny is een gemeente in het Franse departement Ardennes (regio Grand Est) en telt 172 inwoners (1999). De plaats maakt deel uit van het arrondissement Sedan.

## Geografie
De oppervlakte van Margny bedraagt 6,8 km², de bevolkingsdichtheid is 25,3 inwoners per km².
Het plaatsje ligt aan de Marche. Margny maakt deel uit van Frans-Luxemburg en was tot de Vrede van de Pyreneeën in 1659 onderdeel van de Spaanse Nederlanden.
De onderstaande kaart toont de ligging van Margny (Ardennes) met de belangrijkste infrastructuur en aangrenzende gemeenten.

## Demografie
Onderstaande figuur toont het verloop van het inwonertal (bron: INSEE-tellingen).

Vanwege een beveiligingsprobleem met de MediaWiki Graph-software is het momenteel niet mogelijk deze grafiek weer te geven. Zodra de software is bijgewerkt zal de grafiek vanzelf weer zichtbaar worden.
Auflance · Autrecourt-et-Pourron · Beaumont-en-Argonne · Bièvres · Blagny · Brévilly · Carignan · Les Deux-Villes · Douzy · Escombres-et-le-Chesnois · Euilly-et-Lombut · La Ferté-sur-Chiers · Fromy · Herbeuval · Létanne · Linay · Malandry · Margny · Margut · Matton-et-Clémency · Messincourt · Mogues · Moiry · Mouzon · Osnes · Puilly-et-Charbeaux · Pure · Sachy · Sailly · Sapogne-sur-Marche · Signy-Montlibert · Tétaigne · Tremblois-lès-Carignan · Vaux-lès-Mouzon · Villers-devant-Mouzon · Villy · Williers · Yoncq
1. ↑  Populations de référence 2022.